# Деев, Иван Петрович
Князь Иван Петрович Деев — воевода во времена правления Ивана IV Васильевича Грозного.
Из княжеского рода Деевы. Единственный сын князя Петра Ивановича Деева.

## Биография
В 1565 году первый воевода в Новосиле. С осени 1570 года первый воевода в Мценске, и велено ему быть первым воеводою Сторожевого полка, когда сойдутся воеводы против неприятеля. В сентябре 1572 года указано ему по крымским вестям быть в сходе воеводою Передового полка с бояриным и князем Воротынским, а после первый воевода в Новосиле, а по сходу с другими воеводами, быть воеводою Большого полка с князем Голицыным.
По родословной росписи показан бездетным.